# Anoamyia
Anoamyia, rod kukaca iz reda dvokrilaca i podreda Brachycera (kratkoticalci), koji pripada porodici vojnih muha (Stratiomyidae). 
Rodu pripadaju dvije vrste opisane sredinom 1930-tih godina, a raširen je u Indoneziji na otocima Celebesu (A. heinrichiana) i Javi (A. javana).